# Anna Chmelková
Anna Chmelková z domu Blanáriková (ur. 26 lipca 1944 w Špačincach w powiecie Trnawa) – słowacka lekkoatletka sprinterka, startująca w barwach Czechosłowacji, mistrzyni Europy z 1966 z Budapesztu.
Specjalizowała się w biegu na 400 metrów. W 1964 zajmowała 23. miejsce na listach światowych na tym dystansie z czasem 55,0 s. W 1965 wyszła za mąż i urodziła dziecko.
Na mistrzostwach Europy w 1966 w Budapeszcie poprawiła w eliminacjach rekord Czechosłowacji na 400 m wynikiem 53,6 s. W półfinale osiągnęła czas 54,0 s, a w finale zwyciężyła z kolejnym rekordem Czechosłowacji – 52,9 s. Był to drugi wynik w tej konkurencji w 1966.
Na igrzyskach olimpijskich w 1968 w Meksyku odpadła w eliminacjach na 400 metrów.
Chmelková była mistrzynią Czechosłowacji na 400 m w latach 1964, 1966, 1968 i 1969, w latach 1963-1966 w sumie sześciokrotnie ustanawiała rekordy kraju na tym dystansie.
Startowała w klubie SVŠT Bratislava.